# Echis coloratus
Echis coloratus este o specie de șerpi din genul Echis, familia Viperidae, descrisă de Günther 1878.

## Subspecii
Această specie cuprinde următoarele subspecii:
- E. c. coloratus
- E. c. terraesanctae